# Майти Сэм Макклейн
Сэмюэл Макклейн (англ. Samuel McClain, известный в начале карьеры под псевдонимом Майти Сэм и впоследствии как Майти Сэм Макклейн; 15 апреля 1943, Монро, Луизиана, США  — 15 июня 2015, Конкорд, Нью-Гэмпшир, США) — американский блюзовый певец и автор песен. 25-кратный номинант Blues Music Awards, но за всю карьеру так и ставший ни разу лауреатом премии. 12 раз претендовал на премию в номинациях «Исполнитель соул-блюза» (1995, 1997—2004, 2006, 2007, 2013), 10 раз на «Альбом соул-блюза» (1996, 1997, 1999, 2001, 2002, 2004, 2006, 2007, 2010, 2013); также номинировался в категориях «Певец года» (1995) и «Песня года» (1988, 2013)  . 

## Биография
Родился в Монро в 1943 году. В пятилетнем возрасте начал петь госпел в церкви. Покинув дом в возрасте 13 лет (сбежав от жестокого отчима и после этого он не видел мать в течение четырёх десятилетий), он присоединился к группе местного гитариста Литтл Мелвина сначала как его помощник, а в 15 стал лид-вокалистом. После выступления клубе 506 Club в Пенсаколе его представили продюсеру и диджею Папе Дону Шредеру и в 1966 года Макклейн записал кавер-версию песни Пэтси Клайн «Sweet Dreams». Затем последовали ещё два сингла:  «Fannie-May» и «In the Same Old Way», после чего Майти Сэм гастролировал по США, включая выступление в театре Аполло в Гарлеме. В 1971 году выпустил ещё два сингла на Atlantic Records, но они успеха не имели.  Затем в течение 15 лет он занимался различным неквалифицированным трудом сначала в Нэшвилле, затем в Новом Орлеане. В это время он, в том числе ввиду злоупотребления алкоголем, дошёл до бездомности, ел из мусорных баков и ночевал на скамейках в парке.
Лишь в начале 1980-х он вернулся к музыкальной карьере. Выпустив сингл, в 1986 году он записал свой дебютный альбом Your Perfect Companion. В 1987 году записался в альбоме Хьюберта Самлина, где в том числе исполнил вместе с Самлином и Ронни Эрлом песню «A Soul That’s Been Abused» авторства Эрла, которая в 1988 году номинировалась на Blues Music Awards в категории «Песня года». Наряду с ещё тремя песнями на диске, она позволила Макклейну возобновить карьеру. В 1988 году певец в составе группы Neville Brothers гастролировал в Японии, где был записан альбом Live in Japan.
В начале 1990-х Макклейн перебрался в Новую Англию в связи с его участием в проекте Самлина Hubert Sumlin Blues Party. В результате его работы в проекте он привлёк внимание компании Sledgehammer Blues и в 1992 году выпустил первый студийный альбом Give It Up To Love под собственным именем. До 1999 года выпустил несколько успешных альбомов, большинство из которых претендовали на премию Blues Music Awards в категории «Альбом соул-блюза». В 1999 году Макклейн подписал контракт с Telarc и продолжил собирать номинации. По версии Real Blues Magazine он признавался лучшим исполнителем R&B и соула в 1997, 1998 и 1999 годах.
Ещё в 1996 году Макклейн создал продюсерскую компанию Emily's Son Publishing, затем менеджерскую компанию McClain Management и позднее собственный лейбл Mighty Music, на котором в 2003 году выпустил альбом One More Bridge To Cross и затем в 2009 году Betcha Didn't Know. В 2008 году записал песню «Show Me The Way», исполненную дуэтом с Джоном Бон Джови, которая вышла в благотворительном сборнике 2008 года Give US Your Poor. В 2009 году Макклейн начал сотрудничать с иранской певицей Махсой Вахдат, выпустив альбом  Scent of Reunion: Love Duets Across Civilizations, который получил успех в Европе и был номинирован на премию Грэмми в Норвегии .
В 2010 годах Макклейн много сотрудничал с арабскими музыкантами: в 2014 году записался в сборнике Songs from a Stolen Spring, в котором западные музыканты выступали с музыкантами Арабской весны.
15 июня 2015 года Майти Сэм Макклейн умер в Конкорде после долгой борьбы с раком кишечника.
Вдохновителями стиля певца были Литтл Вилли Джон, Клайд МакФаттер, Би Би Кинг и Бобби «Блю» Блэнд.
«Песни, которые он писал и выбирал для исполнения — будь то соул, духовная музыка, R&B, блюз, фанк или кросс-культурные любовные дуэты, которые он записал в последние годы с иранской вокалисткой Махсой Вахдат — были интерпретированы природными свойствами его голоса, который казался таким же сильным, естественным и выносливым, как секвойя, таким же глубоким и бурлящим, как Миссисипи, и таким же ясным в своих посланиях и способности заверить, как молитва».

## Дискография
| Название                                                  | Год  | Лейбл                                         |
| --------------------------------------------------------- | ---- | --------------------------------------------- |
| Your Perfect Companion                                    | 1986 | Orleans Records                               |
| Live in Japan                                             | 1988 | Orleans Records                               |
| Give It Up To Love                                        | 1992 | Sledgehammer Blues                            |
| Keep On Movin                                             | 1995 | Sledgehammer Blues                            |
| Sledgehammer Soul and Down Home Blues'                    | 1996 | Sledgehammer Blues                            |
| Journey                                                   | 1998 | Sledgehammer Blues                            |
| Joy & Pain                                                | 1998 | Ruf                                           |
| Soul Survivor: The Best of Mighty Sam McClain             | 1999 | Sledgehammer Blues                            |
| Blues For The Soul                                        | 2000 | Telarc Distribution                           |
| Sweet Dreams                                              | 2001 | Telarc Distribution                           |
| One More Bridge To Cross                                  | 2003 | Mighty Music                                  |
| Betcha Didn't Know                                        | 2009 | Mighty Music                                  |
| Scent of Reunion: Love Duets Across Civilizations         | 2010 | Kirkelig Kulturverksted/Valley Entertainment  |
| One Drop Is Plenty                                        | 2011 | Kirkelig Kulturverksted/Valley Entertainment  |
| A Deeper Tone of Longing: Love Duets Across Civilizations | 2012 | Kirkelig Kulturverksted/Valley Entertainment  |
| Too Much Jesus (Not Enough Whiskey)                       | 2012 | Mighty Music                                  |
| Songs from a Stolen Spring (сборник)                      | 2014 | Kirkelig Kulturverksted/Valley Entertainment  |
| Tears of the World                                        | 2015 | Kirkelig Kulturverksted/Valley Entertainment  |
| Time and Change - Last Recordings                         | 2016 | Kirkelig Kulturverksted/Valley Entertainment} |
| A Diamond in the Rough                                    | 2018 | Sledgehammer Blues                            |